# Barrage de Büyükçay
Le barrage de Büyükçay est un barrage prévu dans le projet d'Anatolie du Sud-est du gouvernement de Turquie, concernant le bassin du Moyen-Euphrate.

## Sources
- (en) www.ecgd.gov.uk/eiar_s2.pdf
- (tr) Mention sur le site gouvernemental turc,
- (tr) et dans plusieurs articles de presse (1, 2, 3, 4)